# المحافظة الوسطى (كينيا)
المحافظة الوسطى هي إحدى محافظات كينيا، وتقع في وسط كينيا. ومساحتها حوالي 13,191 كيلومتر مربع. تقع إلى الشمال من نيروبي وغرب جبل كينيا. عدد سكانها 4,383,743 نسمة وفقا لتعداد عام 2009. عاصمة المقاطعة هي نيري.

## أعلام
- لوسي كيباكي